# U-997
| U-997 | U-997 | U-997 |
| --- | --- | --- |
| | | |
| | | |
| | | |
| Під прапором | Третій рейх | Третій рейх |
| Спуск на воду | 18 серпня 1943 року | 18 серпня 1943 року |
| Виведений зі складу флоту                                                                                            | 9 травня 1945 року | 9 травня 1945 року |
| Сучасний статус | затоплений | затоплений |
| Проєкт | | |
| Тип ПЧ | середній торпедний ДПЧ | середній торпедний ДПЧ |
| Вартість | 4 714 000 ℛℳ | 4 714 000 ℛℳ |
| Основні характеристики                                                                                               | | |
| Швидкість (надводна)                                                                                                 | 17,9 вузла | 17,9 вузла |
| Швидкість (підводна)                                                                                                 | 8 вузлів | 8 вузлів |
| Робоча глибина занурення                                                                                             | 100 м | 100 м |
| Гранична глибина занурення                                                                                           | 250 м | 250 м |
| Дальність плавання                                                                                                   | 8500 морських миль (15 700 км) на швидкості 10 вузлів (у надводному положенні) 80 морських миль (150 км) на швидкості 4 вузли (в підводному положенні) | 8500 морських миль (15 700 км) на швидкості 10 вузлів (у надводному положенні) 80 морських миль (150 км) на швидкості 4 вузли (в підводному положенні) |
| Екіпаж | 44—60 осіб | 44—60 осіб |
| Розміри | | |
| Довжина найбільша (по КВЛ)                                                                                           | 67,1 м | 67,1 м |
| Ширина корпусу найб.                                                                                                 | 6,2 м | 6,2 м |
| Висота | 9,6 м | 9,6 м |
| Середня осадка (по КВЛ)                                                                                              | 4,74 м | 4,74 м |
| Водотоннажність надводна                                                                                             | 759 т | 759 т |
| Силова установка | | |
| дизель-електрична; 2 дизельних двигуни Germaniawerft M6V 40/46, 2 електродвигуни Siemens-Schuckert-Werke GU 343/38-8 | | |
| Гвинти | 2 | 2 |
| Потужність | 2800—3200 к.с. (дизелі) 750 к.с. (електродвигуни) | 2800—3200 к.с. (дизелі) 750 к.с. (електродвигуни) |
| Озброєння | | |
| Артилерія | 1 × 88-мм палубна гармата SK C/35 | 1 × 88-мм палубна гармата SK C/35 |
| Торпедно- мінне озброєння                                                                                            | 4 носових і один кормовий ТА 14 торпед або 26 мін TMA чи TMB                                                                                           | 4 носових і один кормовий ТА 14 торпед або 26 мін TMA чи TMB                                                                                           |
| ППО | 1 × 37-мм зенітна гармата Flak M42 2 × 20-мм зенітні гармати FlaK 30                                                                                   | 1 × 37-мм зенітна гармата Flak M42 2 × 20-мм зенітні гармати FlaK 30                                                                                   |

U-997 — німецький підводний човен типу VIIC/41 часів Другої світової війни.
Замовлення на будівництво човна віддане 14 жовтня 1941 року. Човен заклали на верфі суднобудівної компанії «Blohm & Voss» у місті Гамбург 7 грудня 1942 року під заводським номером 197. Спущений на воду 18 серпня 1943 року, 23 вересня 1943 року увійшов до складу 5-ї флотилії. Також за час служби входив до складу 9-ї, 13-ї та 14-ї флотилій. Єдиним командиром підводного човна був оберлейтенант-цур-зее резерву Ганс Леманн.
Човен виконав 7 бойових походів, в яких потопив 1 військовий корабель, одне судно та пошкодив одне судно.
Капітулював 9 травня 1945 року у Нарвіку, Норвегія. 19 травня 1945 року переведено до Лох-Еріболлу, та пізніше до Лох-Раяну, Шотландія. Потоплений 13 грудня 1945 року північніше Ірландії (55°50′ пн. ш. 10°05′ зх. д. / 55.833° пн. ш. 10.083° зх. д.) під час проведення операції «Дедлайт».

## Потоплені та пошкоджені кораблі[3]
| Назва    | Тип                | Належність | Дата           | Тоннаж (БРТ) | Вантаж | Статус     | Місце                                                       |
| БО-229   | патрульний катер   | СРСР       | 7 грудня 1944  | 105          |        | потоплено  | 69°28′ пн. ш. 34°19′ сх. д. / 69.467° пн. ш. 34.317° сх. д. |
| Idefjord | суховантажне судно | Норвегія   | 22 квітня 1945 | 4 287        | Баласт | пошкоджено | 69°40′ пн. ш. 33°14′ сх. д. / 69.667° пн. ш. 33.233° сх. д. |
| Онега    | суховантажне судно | СРСР       | 22 квітня 1945 | 1 603        |        | потоплено  | 69°40′ пн. ш. 33°18′ сх. д. / 69.667° пн. ш. 33.300° сх. д. |